# Druvhagel

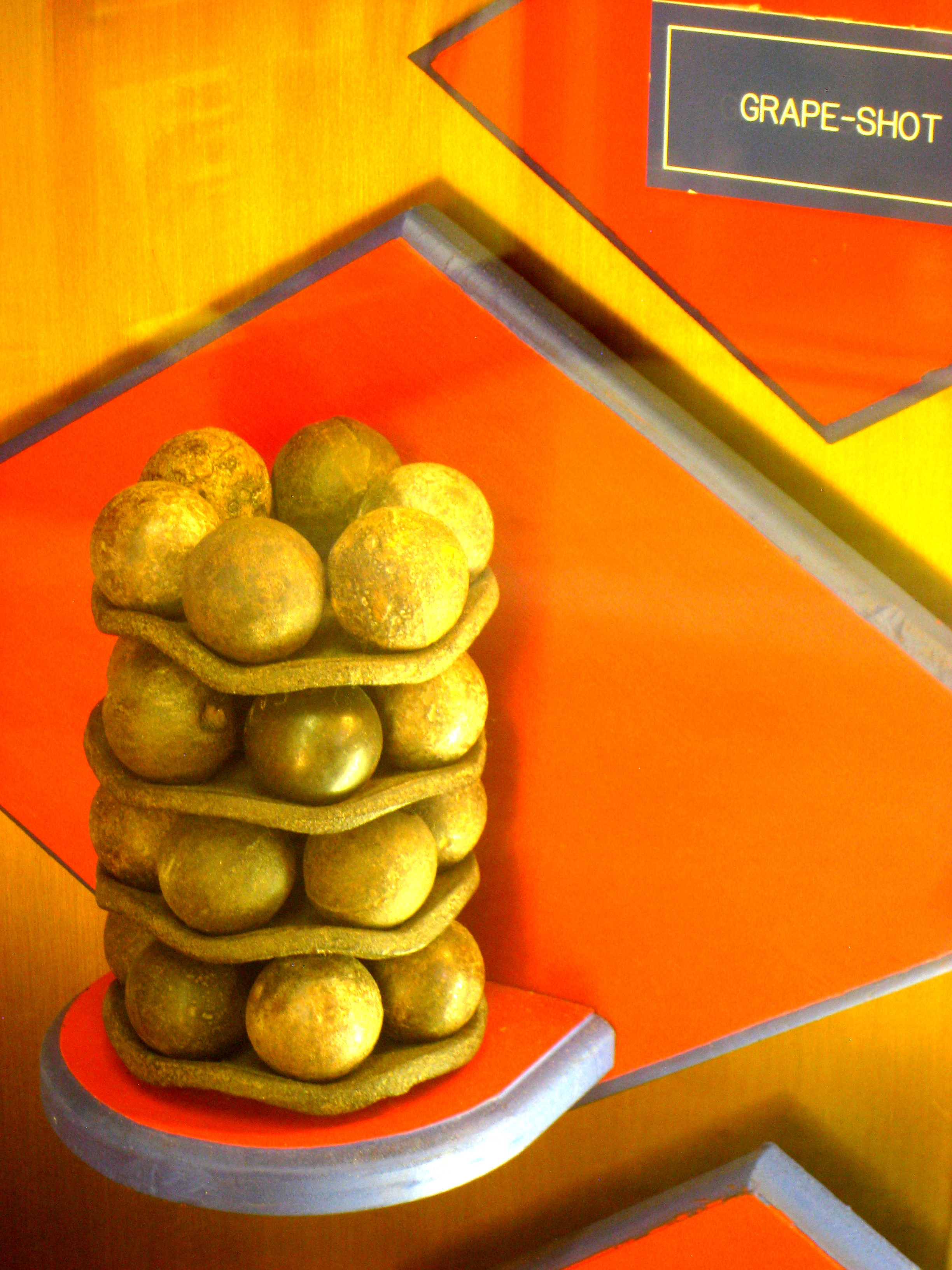
Druvhagel från amerikanska inbördeskriget.

Druvhagel är en typ av ammunition som användes förr i kanoner. Den bestod av en säck fylld med kulor som liknade en klase druvor, därav namnet. När den avfyrades spred kulorna ut sig i ett brett fält ungefär som från ett stort hagelgevär. Druvhaglets räckvidd var relativt kort och var effektivt mot infanteri. En del tyder på att Karl XII dödades med en kula från ett druvhagelskott.